# Mesanthura atrata
Mesanthura atrata är en kräftdjursart som beskrevs av Nunomura 1985. Mesanthura atrata ingår i släktet Mesanthura och familjen Anthuridae. Inga underarter finns listade i Catalogue of Life.